# Casi septiembre
Casi septiembre es un cortometraje dramático español de 2025 escrito y dirigido por Lucía G. Romero. Cuenta la historia de Alejandra, quien vive en un camping cercano a los grandes hoteles. Ella cuida a sus hermanos, pasea por el vecindario y coquetea casualmente con los turistas, hasta que conoce a Amara.
Fue seleccionado en la sección Berlinale Shorts en el 75º Festival Internacional de Cine de Berlín, donde tuvo su estreno mundial el 15 de febrero y compitió por el Oso de Oro al Mejor Cortometraje. También ha sido nominado en el 39º Premio Teddy en la categoría de Mejor Cortometraje.
Fue el trabajo de Fin de Máster de Romero, y su segunda película.

## Sinopsis
La película cuenta la historia de Alejandra, una joven que vive una vida monótona en el camping costero de su familia. Sus veranos están marcados por fugaces romances con turistas, pero todo cambia cuando conoce a Amara, una chica de ciudad segura y misteriosa. Su conexión obliga a Alejandra a enfrentar traumas del pasado, cuestionar sus límites y embarcarse en un viaje de autodescubrimiento y crecimiento, redefiniendo sus puntos de vista sobre el amor y la identidad.

## Reparto
- Ana Barja como Alejandra
- Isabel Rico como Amara
- Salim Daprincee como Omar
- Mar Casas Font como la madre de Alejandra
- Ninoska Linares Aranda como Sofía
- Andrea Pérez Jiménez como Carmen
- Naima Doblas como Isabel

## Estreno
Casi septiembre tuvo su estreno mundial el 15 de febrero de 2025, en el marco del 75º Festival Internacional de Cine de Berlín, en la Berlinale Shorts 5.

## Reconocimientos
| Evento                                   | Fecha                 | Categoría                                           | Resultado | Ref.   |
| ---------------------------------------- | --------------------- | --------------------------------------------------- | --------- | ------ |
| Festival Internacional de Cine de Berlín | 23 de febrero de 2025 | Oso de Oro al Mejor Cortometraje                    | Nominado  | [ 9 ]  |
| Festival Internacional de Cine de Berlín | 23 de febrero de 2025 | Premio CUPRA Filmmaker a los cortos de la Berlinale | Nominado  | [ 10 ] |
| Festival Internacional de Cine de Berlín | 23 de febrero de 2025 | Premio Teddy al mejor cortometraje                  | Nominado  | [ 11 ] |